# Кінотеар імені Шевченка (Володимир)
Кінотеар імені Шевченка (Володимир) — памʼятка місцевого значення у м. Володимир (Волинська область, Україна).

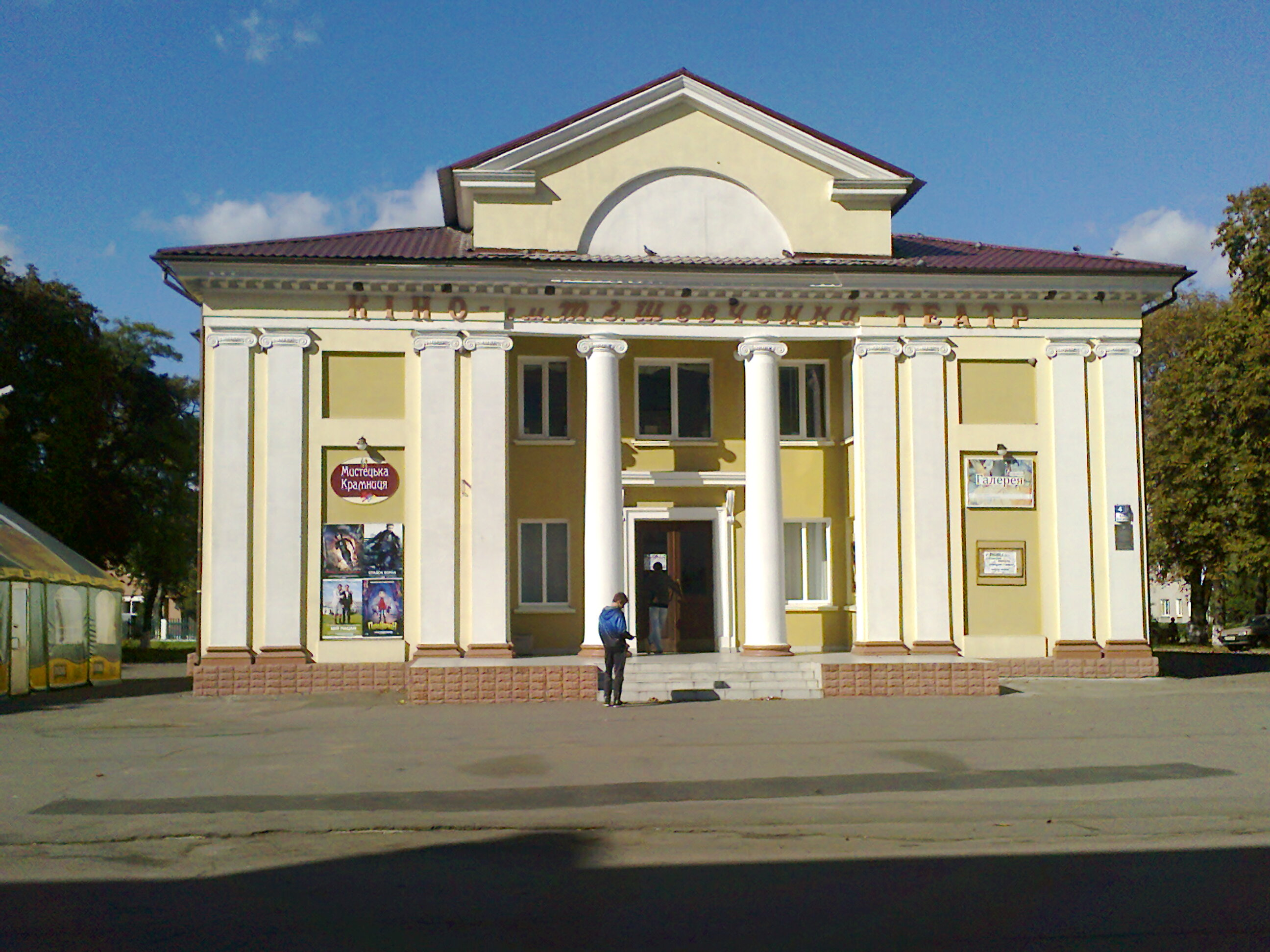
Кінотеатр ім. Т. Г. Шевченка 1960 р. Володимир.

Кінотеатр збудовано у 1960 р. за кошти спадщини емігранта з Володимира Сергій Жиромського, який помер у 1951 р. Його родина — тато, мама та сестра — відмовились отримувати спадщину особисто, побоюючись проблем із радянською владою. Тому спадщину отримала держава. За отримані кошти і було зведено кінотеатр.
Будівлю зведено за типовим проектом кінотеатрів архітекторки Зої Брод.
Статус памʼятки надано рішення виконкому Волинської обласної ради від 14.06.82 № 252. Охоронний номер 28-Вл
У 1990-х рр. кінотеатр пережив кризу і фактично припинив свою роботу.
Станом на 2019 р. у приміщення кінотеатру працює культурно-мистецький центр.